# Atlantská doba bronzová

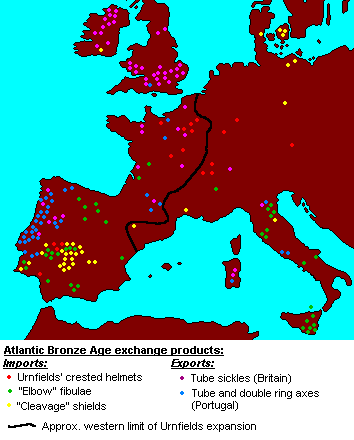

Atlantská doba bronzová je označení kulturního komplexu doby bronzové v období zhruba 1300 př. n. l. – 700 př. n. l. zahrnující tehdejší kultury na území Portugalska, Andalusie, Galicie, Armoriky a kulturu Britských ostrovů.

## Obchod
Tato doba je významná značnou mírou hospodářské i kulturní výměny, což vedlo k vysokému stupni podobnosti pobřežních národů. Zajímavým jevem je budování pobřežních hradů převážně za použití kamene. Obchodní trasy vedly od dnešního Dánska až ke Středozemnímu moři. Pozůstatky po tehdejších kulturách se nacházejí v četném počtu na místě původních rituálních míst. Hlavními archeologickými nálezy této doby jsou válečné zbraně, různé zdobené helmice a další vojenská výbava.
Právě v tomto období se podle profesora Johny T. Kocha datuje vznik keltské kultury.[zdroj?] Toto tvrzení je podporováno oxfordským profesorem Barry Cunliffem, který uvažoval o vývoji keltské tradice v Atlantském prostředí jako lingua franca, později rozšířené do střední Evropy.[zdroj?] Toto tvrzení je ale v rozporu se všeobecným názorem, že Keltové pocházejí z halštatské kultury vyvíjející se na území dnešního Rakouska a Česka.[zdroj?]
Kvůli nadbytku kovů (převážně mědi) se v této oblasti kolem devátého století před naším letopočtem vytvořilo tradiční prostředí (v angličtině nazývané Carp's Tongue complex), ve kterém se vyvíjely nové typy bronzových zbraní i nástrojů, které byly tak důležité pro obchod v této oblasti.